# Friedrich Hochbaum
Friedrich Hochbaum (Magdeburgo, 7 agosto 1894 – Ivanovo, 28 gennaio 1955) è stato un generale tedesco della Wehrmacht durante la seconda guerra mondiale.

## Biografia
Hochbaum era figlio di un pastore protestante e si unì all'esercito imperiale tedesco il 24 maggio 1913 come alfiere del 10º reggimento granatieri "re Federico Guglielmo II." (1° Slesia). Sottotenente dal 27 gennaio 1914, venne assegnato alla Scuola di guerra di Hannover dal 16 febbraio 1914. Quando scoppiò la prima guerra mondiale, Hochbaum tornò al suo reggimento regolare e si trasferì sul fronte occidentale. Lì fu promosso tenente il 10 agosto 1914. Ferito per la prima volta il 1º novembre 1914, Hochbaum venne trasferito subito dopo la sua guarigione il 3 gennaio 1915, inizialmente al battaglione sostitutivo del suo reggimento e poi di nuovo al fronte il 9 febbraio. Dal 1º marzo 1915 fu brevemente impiegato come comandante di compagnia nell'11º reggimento granatieri "Re Federico III" (2° Slesia), prima di tornare al suo reggimento. Servì come aiutante di battaglione dal 2 marzo 1916 e come aiutante di reggimento dal 1º aprile 1917. Come tale, fu nuovamente ferito il 9 giugno 1918. Tre settimane dopo, Hochbaum fu in grado di tornare in servizio, inizialmente unendosi come aiutante di reggimento e poco dopo venne congedato con entrambe le classi della corce di ferro.
Dopo la fine della guerra, venne trasferito nel 12º reggimento di fanteria del Reichswehr dal 30 giugno 1919. Dal 9 agosto 1919 al 31 gennaio 1920, prestò servizio come ufficiale dello staff della 6ª brigata del Reichswehr e poi nel 7º reggimento di fanteria dal 1º gennaio 1921. Il 1º maggio 1924 venne promosso primo tenente e dal 1º ottobre 1926 divenne aiutante del comandante del III battaglione. Il 1º febbraio 1929 venne promosso capitano e nominato comandante della 10ª compagnia del suo reggimento. Con l'espansione del Reichswehr e la divisione del suo reggimento il 1º ottobre 1934, Hochbaum venne trasferito al quartier generale del suo reggimento di fanteria a Schweidnitz.

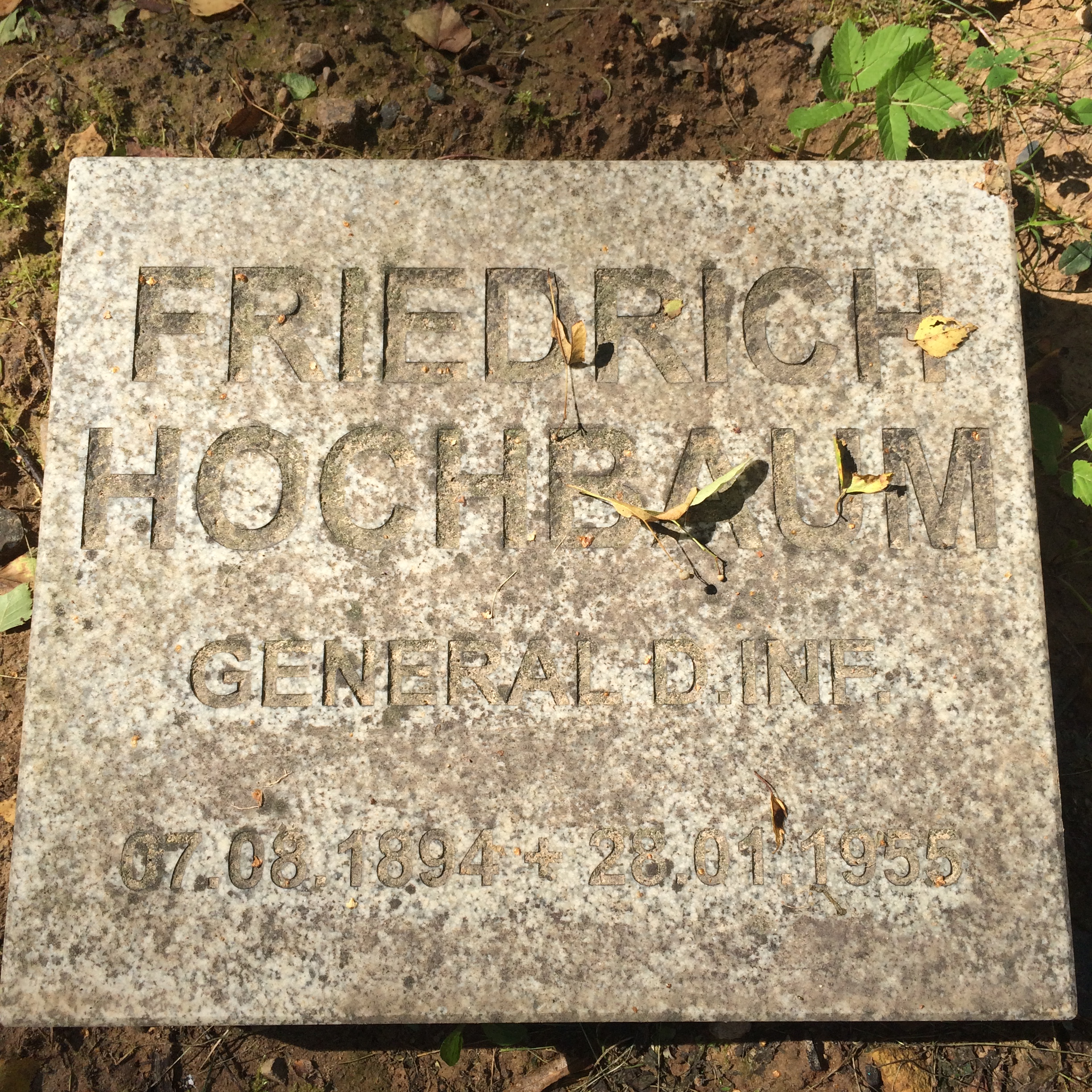
La tomba di Friedrich Hochbaum

Poco prima dell'inizio della seconda guerra mondiale, Hochbaum divenne aiutante di campo presso il comando generale del secondo corpo d'armata, prima di assumere come comandante del 253º reggimento di fanteria il 26 luglio 1940. Il 17 dicembre 1940, Hochbaum venne promosso al rango di colonnello ed il 25 aprile 1942 venne insignito della croce tedesca in oro. Dal 2 novembre al 31 dicembre 1942 gli venne affidata la guida della 34ª divisione di fanteria. Con anzianità dal 1 gennaio 1943, Hochbaum venne nominato comandante della sua divisione e prese parte all'invasione dell'Unione Sovietica sino al 31 maggio 1944. Ottenne nel frattempo la croce di cavaliere della Croce di Ferro il 22 agosto 1943 (ricevendo le fronde di quercia il 4 giugno 1944) e venne promosso al grado di tenente generale il 10 luglio 1943. Venne quindi posto in riserva sino al 24 giugno 1944 quando venne richiamato alla guida del XVIII corpo di montagna e nominato generale di fanteria il 1º settembre.
Con la resa incondizionata della Wehrmacht, Hochbaum cadde prigioniero nelle mani dei sovietici, morendo alla fine di gennaio del 1955. Venne sepolto nel cimitero del campo dei prigionieri di guerra, tomba 5110/48.